# Diacamma cupreum
Diacamma cupreum är en myrart som först beskrevs av Smith 1860.  Diacamma cupreum ingår i släktet Diacamma och familjen myror. Inga underarter finns listade i Catalogue of Life.